# Magazine de science-fiction

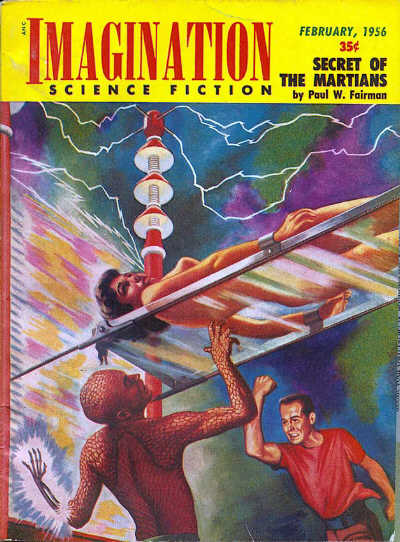
Une couverture dImagination, un magazine de science-fiction en 1956

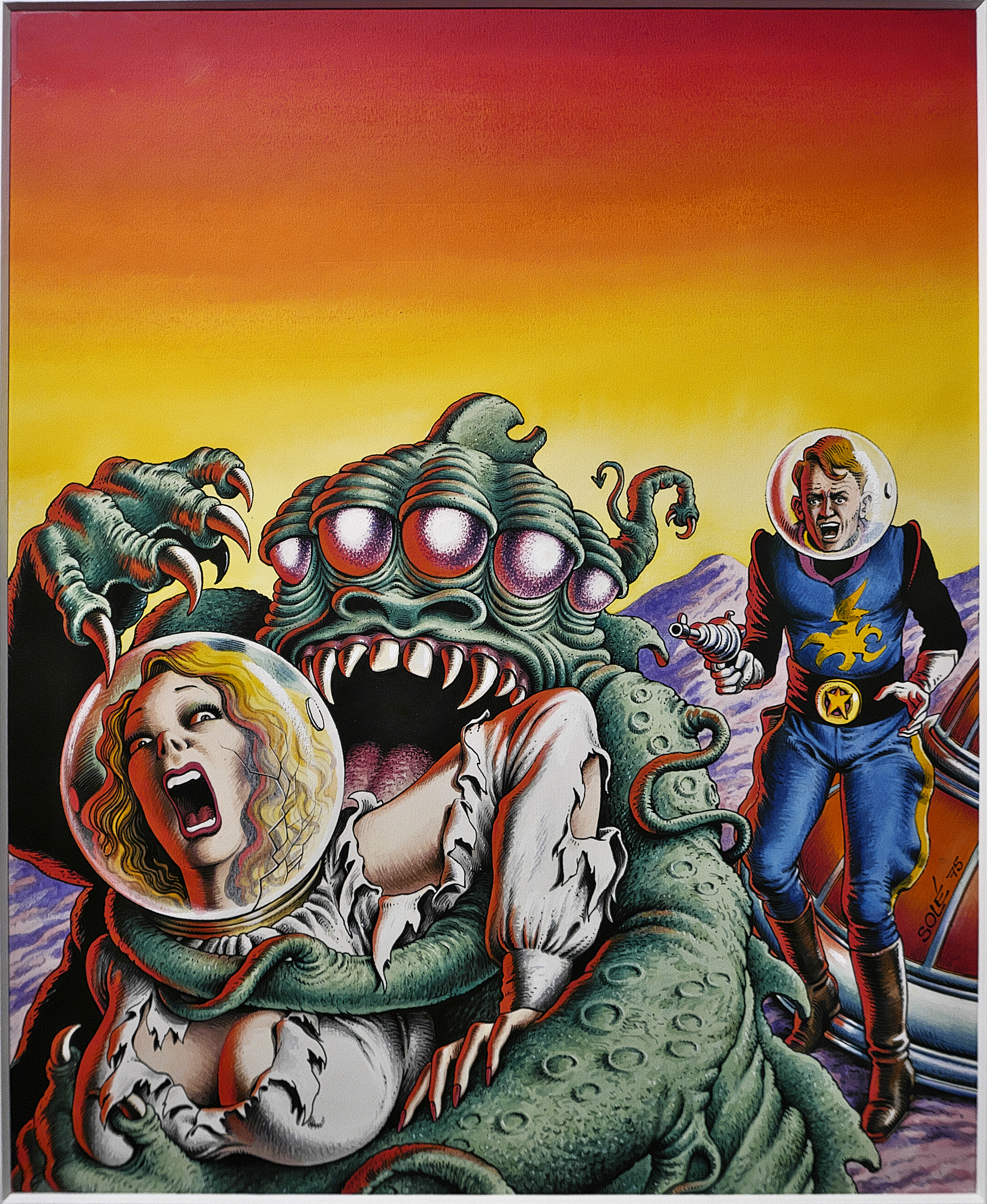
Métal Hurlant n°3, illustration Jean Solé

Un magazine de science-fiction est une publication qui propose principalement  de la science-fiction, soit sous forme de publication périodique sur support papier ou sur Internet. Les magazines de science-fiction présentaient traditionnellement de la fiction spéculative sous forme de nouvelle, de roman court ou de roman (généralement sérialisé) ; des formats qui sont toujours utilisés de nos jours. Beaucoup contiennent également des éditoriaux, des critiques de livres ou des articles, et certains incluent également des histoires dans les genres du fantastique et de l'horreur.

## Histoire des revues de science-fiction

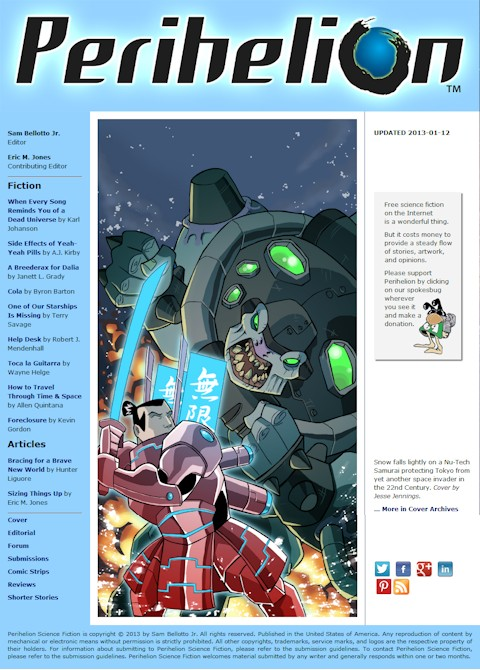
La neige tombe légèrement sur un samouraï Nu-Tech qui protège Tokyo d'un nouvel envahisseur de l'espace au 22e siècle. Couverture de Jesse Jennings pour Perihelion.

Malcolm Edwards et Peter Nicholls écrivent dans The Encyclopedia of Science Fiction que les premiers magazines - Pulp Magazines, The Argosy, The All-Story -  « ne sont pas identifiés comme de la science-fiction : s'il était nécessaire de les différencier, les termes romance scientifique ou histoires différentes pourraient être utilisés, mais jusqu'à l'apparition d'un magazine spécifiquement consacré à la SF il n'y avait pas besoin d'étiquette pour décrire la catégorie. Thrill Book (1919) et Weird Tales (1923) furent les premiers romans spécialisés de langue anglaise à penchant vers le fantastique, mais la politique éditoriale des deux était beaucoup plus axée sur la fiction étrange-occulte que sur la SF. ».
Les principaux magazines de science-fiction américains sont Amazing Stories, Astounding Science Fiction, Galaxy Science Fiction, The Magazine of Fantasy & Science Fiction et Isaac Asimov's Science Fiction Magazine. Le magazine de science-fiction britannique le plus influent dans les années 1950 était New Worlds ; les nouveaux magazines britanniques de SF incluent Interzone et Polluto. De nombreux magazines de science-fiction ont été publiés dans d'autres langues que l'anglais, mais aucun n'a acquis une notoriété ou une influence importante dans le monde de la science-fiction anglophone.
Il y a une tendance croissante vers une publication des travaux importants d'abord sur Internet, à la fois pour des raisons économiques, matérielles et de perspective de diffusion. Une publication uniquement mise en ligne sur le Web ne coûte qu'un dixième environ du coût d'un magazine imprimé et, par conséquent, certains éditeurs pensent que les Webzines sont plus innovants, de sorte qu'ils ne prennent plus de risques avec l'impression. De plus, le Webzine est accessible à l'échelle internationale et la distribution n'est pas un problème, avec l'écueil toutefois de se faire connaître. Des magazines comme Strange Horizons, Ideomancer, InterGalactic Medicine Show, Jim Baen's Universe et le magazine australien Andromeda Spaceways Inflight Magazine sont des exemples de magazines Internet à succès. (Andromeda fournit des copies électroniques ou sur papier.)
Les Webzines ont tendance à privilégier les histoires courtes et les articles faciles à lire sur un écran, et beaucoup d'éditeurs ne paient pas ou peu leurs auteurs et autrices. Cependant, plusieurs magazines en ligne sont répertoriés comme « marchés payants » par la SFWA, ce qui signifie que les éditeurs paient le tarif « professionnel » en vigueur (0,08 $ par mot en 2023) ou parfois davantage. Ces magazines incluent des titres populaires tels que Strange Horizons, InterGalactic Medicine Show et Clarkesworld Magazine. La SFWA publie une liste de sites de magazines et les courts métrages de fiction éligibles aux marchés actuels sur le Web.
La World Science Fiction Convention (Worldcon) a décerné chaque année un prix Hugo au meilleur magazine de science-fiction, jusqu'à ce que ce prix soit remplacé par celui du meilleur rédacteur en chef au début des années 1970. Le prix du meilleur magazine semi-professionnel peut être décerné à un magazine axé sur l'actualité ou à un magazine de fiction d'édition indépendante.
Les magazines ont été le seul moyen de publier de la science-fiction jusqu'en 1950 environ, époque à laquelle de grands éditeurs grand public commencent à publier des livres de science-fiction. Aujourd'hui, il existe relativement peu de magazines de science-fiction en format papier, et la plupart des publications sont diffusées d'abord sous forme de livre. Les magazines de science-fiction ont commencé aux États-Unis, mais plusieurs grands magazines britanniques et magazines de science-fiction ont été publiés dans le monde, par exemple en France et en Argentine.

## Les premiers magazines de science-fiction

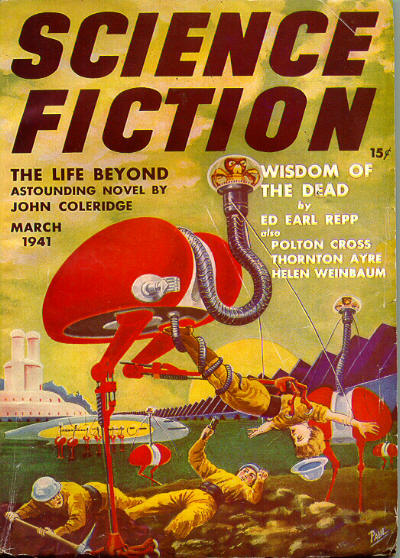
Couverture de mars 1941 du magazine Science Fiction, volume 2, numéro 4

En 1926, le premier magazine de science-fiction, Amazing Stories, est publié par Hugo Gernsback, dans un grand format (« drap de lit »), proche de la taille de Life mais avec un dos carré collé. Le prix Hugo est décerné en son nom. Plus tard, la plupart des magazines passent au format Pulp (magazine), à peu près de la taille des bandes dessinées ou du National Geographic, mais toujours avec un dos carré. Aujourd'hui, la plupart des magazines sont publiés sous forme de petit format, à peu près de la taille du Reader's Digest, bien que quelques-uns soient au format standard d'environ 21 × 27 cm, et ont souvent des dos agrafés, plutôt que des dos carrés collés. Les magazines de science-fiction de ce format présentent souvent une couverture médiatique non romanesque en plus de la fiction. La connaissance de ces formats permet de localiser les magazines dans les bibliothèques et les collections où ils sont généralement rangés en fonction de leur taille.

### Amazing Stories

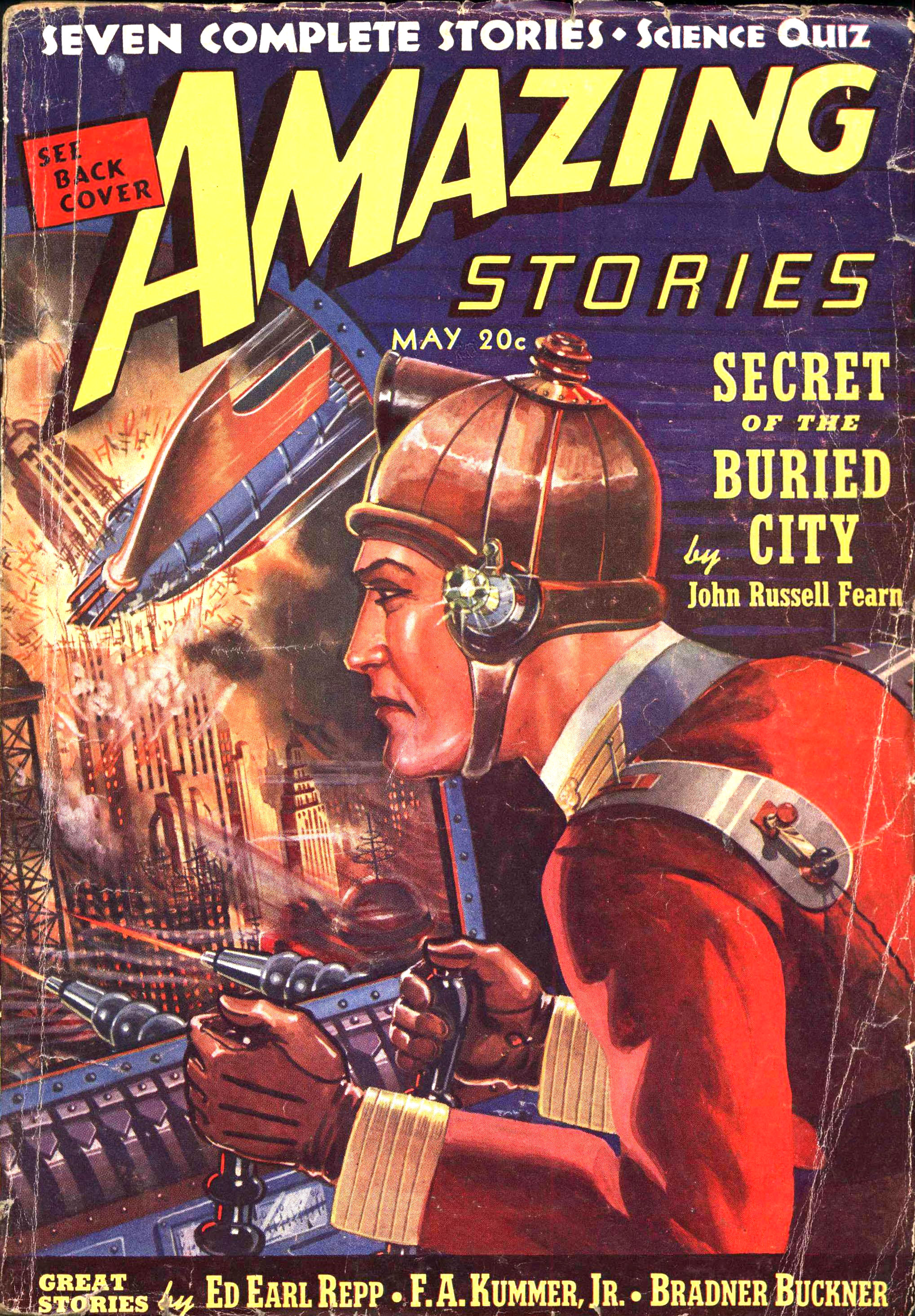
Couverture d'Amazing Stories, mai 1939

Le premier numéro d'Amazing Stories (avril 1926), édité et publié par Hugo Gernsback, est illustré par une couverture de Frank R. Paul inspirée du roman d'aventures de Jules Verne, Hector Servadac (Off on a Comet). La collection Amazing Stories, après de nombreux changements mineurs dans le titre et des changements majeurs dans le format, la politique éditoriale et l'éditeur, cesse de paraître en janvier 2005 après 607 numéros.

### Fantastic Adventures

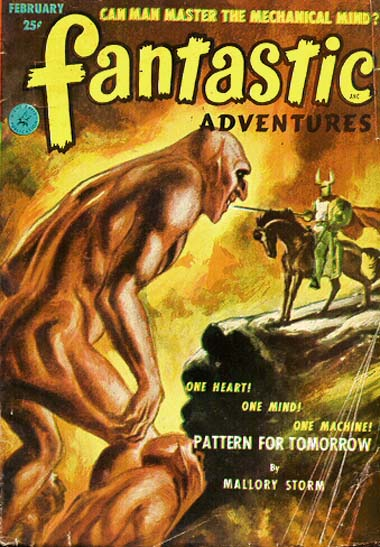
Couverture de Fantastic adventures, 1952

À l'exception du dernier numéro de Stirring Science Stories, le dernier vrai magazine de science-fiction (et de fantasy) au format « drap de lit » est Fantastic Adventures, en 1939, mais il passe rapidement à la taille de pulp. Il est ensuite absorbé par un titre proche, Fantastic, dans un format « digest » en 1953. Avant cette fusion, 128 numéros sont publiés.
Une grande partie de la fiction publiée dans les magazines « drap de lit », à l'exception des réimpressions classiques d'écrivains tels que HG Wells, Jules Verne et Edgar Allan Poe, ne présente qu'un intérêt historique. Certains d'entre eux sont écrits par des adolescents passionnés de science-fiction, qui sont peu ou pas payés. Jack Williamson, par exemple, a 19 ans lorsqu'il vend sa première histoire à Amazing Stories. Son écriture évolue considérablement au fil du temps et il écrit jusqu'à sa mort en 2006, à l'âge de 98 ans.
Certaines des histoires des premiers numéros sont écrites par des scientifiques ou des médecins qui connaissent peu ou rien de l'écriture de fiction, comme le Dr David H. Keller. Les deux meilleures histoires originales de science-fiction jamais publiées dans un magazine de science-fiction sont probablement  Odyssée martienne  de Stanley G. Weinbaum et The Gostak and the Doshes  du Dr Miles Breuer, qui influence Jack Williamson. The Gostak and the Doshes est l'une des rares histoires de cette époque encore lue aujourd'hui. Parmi les autres histoires intéressantes des magazines « drap de lit », citons la première histoire du personnage Buck Rogers, Armageddon 2419 AD, de Philip Francis Nowlan, et La curée des astres (The Skylark of Space) des coauteurs Edward Elmer Smith et Mrs. Lee Hawkins Garby, tous deux publiés dans Amazing Stories en 1928.
Il y eut quelques tentatives infructueuses pour faire revivre la taille « drap de lit » avec du papier de meilleure qualité, notamment Science-Fiction Plus édité par Hugo Gernsback (1952–53, huit numéros). Astounding, édité par John W. Campbell, tente à deux reprises de faire revivre ce format, avec 16 numéros en 1942–1943 et 25 numéros « drap de lit » (comme Analog, y compris la première publication de Frank Herbert's Dune) en 1963–1965. Le magazine fantastique Unknown, également édité par John W. Campbell, change de nom pour Unknown Worlds et publie dix numéros au format « drap de lit » avant de revenir au format pulp pour ses quatre derniers numéros. Amazing Stories publie 36 numéros en format « drap de lit » (1991–1999), dont ses trois derniers numéros (2004–2005).

## L'ère pulp magazine
Astounding Stories (Analog Science Fiction and Facts) débute en janvier 1930. Après plusieurs changements de nom et de format ( Astounding Science Fiction, Analog Science Fact & Fiction, Analog ), en 2023 il est toujours publié (bien qu'il ait cessé d'être au format pulp en 1943). Son éditeur le plus important, John W. Campbell, Jr., est crédité d'avoir détourné la science-fiction des histoires d'aventures sur des planètes extraterrestres, vers des histoires bien écrites sur des bases scientifiques avec des personnages plus fouillés que dans la science-fiction pulp précédente. Le cycle de Fondation (Foundation Trilogy) d'Isaac Asimov, Histoire du futur (Future History) de Robert A. Heinlein dans les années 1940, Question de poids (Mission of Gravity) de Hal Clement dans les années 1950, Dune de Frank Herbert dans les années 1960, et de nombreux autres classiques de la science-fiction sont tous publiés pour la première fois sous la rédaction en chef de Campbell.
En 1955, l'ère du pulp magazine est révolue et certains pulps passent au format digest. Les histoires d'aventures imprimées avec des héros colorés sont reléguées dans la catégorie comic books. Cette même période voit la fin des fictions d'aventure radiophoniques (aux États-Unis). Les tentatives ultérieures de faire revivre à la fois la fiction pulp et l'aventure radiophonique rencontrent un succès très limité, mais les deux genres bénéficient d'un public nostalgique qui collectionne les anciens magazines et programmes de radio. De nombreux personnages, notamment The Shadow, étaient populaires à la fois dans les magazines pulp et à la radio.
La plupart des histoires de science-fiction pulp se résument à transplanter sans trop de réflexion des aventures sur des planètes extraterrestres. La science-fiction pulp est connue pour ses clichés, tels que les personnages féminins stéréotypés, les gadgets irréalistes et les monstres fantastiques de toutes sortes. Cependant, de nombreuses histoires classiques ont d'abord été publiées dans des magazines pulp. Par exemple, en 1939, tous les auteurs de renom ont vendu leur premier récit de science-fiction professionnel à des magazines spécialisés dans la science-fiction pulp : Isaac Asimov, Robert A. Heinlein, Arthur C. Clarke, Alfred Bester, Fritz Leiber, AE van Vogt et Théodore Sturgeon. Ceux-ci étaient parmi les écrivains de science-fiction les plus importants de l'ère pulp, et tous sont encore lus aujourd'hui,,,,.

## Magazines au format digest
Après l'ère des pulp magazines, les magazines format digest dominent dans les kiosques à journaux. Le premier magazine de science-fiction à passer au petit format est Astounding, en 1943. D'autres titres majeurs dans ce format, publient davantage de science-fiction littéraire, comme The Magazine of Fantasy & Science Fiction, Galaxy Science Fiction et If. Sous la direction de Cele Goldsmith, Amazing et Fantastic une grande partie des histoires d'aventures de style pulp sont passées à la science-fiction littéraire et à la fantaisie. Goldsmith publie les premières histoires rédigées de façon littéraire par Roger Zelazny (sans compter la fiction étudiante dans Literary Cavalcade ), Keith Laumer, Thomas M. Disch, Sonya Dorman et Ursula K. Le Guin.
Il ne manque pas non plus de collections en format digest qui perpétuent la tradition pulp des histoires d'aventures écrites à la hâte, se déroulant sur d'autres planètes. Other Worlds and Imaginative Tales n'ont aucune prétention littéraire. Les principaux auteurs de pulp, tels que Heinlein, Asimov et Clarke, continuent à écrire pour les formats digest, et une nouvelle génération d'écrivains, tels qu'Algis Budrys et Walter M. Miller, Jr., ont vendu leurs histoires les plus célèbres à ces collections. Un cantique pour Leibowitz (A Canticle for Leibowitz), écrit par Walter M. Miller, Jr., est publié pour la première fois dans The Magazine of Fantasy & Science Fiction.
La plupart des magazines de format digest commencent à être publiés dans les années 1950, entre la sortie du film Destination Moon - le premier grand film de science-fiction de la décennie - et le lancement du satellite Spoutnik, qui suscite un nouvel engouement pour les voyages spatiaux devenant subitement une réalité. La plupart des magazines ne dépassent pas quelques numéros. En 1960, aux États-Unis, il n'y a que six petits formats de SF en kiosque, en 1970 il y en a sept, en 1980 il y en a cinq, en 1990 seulement quatre et en 2000 seulement il n'en reste que trois.

## Magazines britanniques de science-fiction
Le premier magazine britannique de science-fiction est Tales of Wonder, format pulp, (1937-1942, 16 numéros), (à moins que Scoops ne soit comptabilisé, un tabloïd pour garçons qui publie 20 numéros hebdomadaires en 1934). Il est suivi de deux magazines, tous deux nommés Fantasy, l'un au format pulp (trois numéros en 1938-1939), l'autre au format digest (trois numéros en 1946-1947). Le magazine New Worlds publie trois numéros au format pulp en 1946-1947, avant de passer au format digest. À ces exceptions près, le phénomène pulp, comme les comic book, sont en grande partie un format américain. En 2007, le seul grand magazine de science-fiction britannique qui subsiste est Interzone, publié au format « magazine », bien que de petits titres de presse tels que PostScripts et Polluto soient disponibles.

## Passage des magazines de science-fiction imprimés aux magazines de science-fiction en ligne
Au cours des dernières décennies, la diffusion de tous les magazines de science-fiction en format digest diminue régulièrement. De nouveaux formats sont tentés, notamment le format magazine agrafé sur papier lisse, le format poche et le webzine. Il existe également divers magazines semi-professionnels qui persistent avec des ventes de quelques milliers d'exemplaires, mais publient souvent des fictions importantes.
Alors que la diffusion des magazines de science-fiction américains traditionnels diminue, de nouveaux magazines voient le jour en ligne chez les éditeurs internationaux de presse indépendante. Un rédacteur en chef de Science Fiction World, le magazine de science-fiction le plus ancien de Chine, affirme en 2009 qu'avec « un tirage de 300 000 exemplaires par numéro », c'est « le périodique de SF le plus lu au monde ». Des informations ultérieures suggèrent que la diffusion a chuté précipitamment après le licenciement de son rédacteur en chef en 2010 et le départ d'autres rédacteurs. The Science Fiction and Fantasy Writers of America répertorie les périodiques de science-fiction qui paient suffisamment pour être considérés comme des marchés professionnels,.

## Liste des magazines actuels
Note : le statut des titres répertoriés ci-dessous ne permet pas de savoir s'ils sont diffusés, en 2023, en format papier ou seulement en ligne. 

### Magazines américains
- Abyss & Apex Magazine (en), 2003–présent (2023)[27]
- Analog Science Fiction and Fact (a.k.a. Astounding Stories, Astounding Science-Fiction et Analog Science Fact & Fiction), 1930–présent (2023)[28]
- Apex Magazine (en), 2005–présent (2023)[29]
- Aphelion the Webzine of Science Fiction and Fantasy, 1997–présent (2023)[30]
- Ares Magazine (New Edition), 2017–? (Basé sur l'ancien Ares magazine [31])
- Asimov's Science Fiction (a.k.a. Isaac Asimov's Science Fiction Magazine), 1977–présent (2023)[32]
- Bards and Sages Quarterly (en), 2009–présent en 2022[33]
- Bull Spec, 2009–présent (2023)[34]
- Clarkesworld_Magazine (en), 2006–présent (2023)[35]
- Compelling Science Fiction, 2016–présent en 2020[36]
- Daily Science Fiction (en), 2010–janvier 2023[37], en ligne
- Escape Pod (en), 2005–présent (2023), fiction podcast et en ligne[38]
- FIYAH Literary Magazine (en), 2016-présent (2023)[39]
- The Future Fire (en), 2005–présent (2023), en ligne, US/UK[40]
- The Grantville Gazettes (en), 2003–2018 en format papier[41]
- Galaxy's Edge Magazine, 2013–présent (2023)[42]
- GUD Magazine (en) 2006–2021, imprimé/pdf[43]
- Hypnos, 2012–2021[44]
- Illuminations of the Fantastic (en ligne, 2020–présent 2023)[45]
- InterGalactic Medicine Show (en), 2005–2019[46]
- Jim Baen's Universe (en), 2007–2010 (fusionné avec The Grantville Gazettes)[47]
- Leading Edge (en) (a.k.a. The Leading Edge Magazine of Science Fiction and Fantasy), 1981–présent (2023)[48]
- Lightspeed (magazine) (en), 2010–présent (2023)[49]
- Locus: The Magazine of The Science Fiction & Fantasy Field, 1968, version en ligne 1997-présent (2023)[50]
- The Magazine of Fantasy & Science Fiction (a.k.a. The Magazine of Fantasy), 1949–2020[51]
- Nebula Rift, 2012–2017[52]
- Not One of Us (en), 1986–présent (2023)[53]
- Perihelion Science Fiction (en), 1967–1969, reprise 2012–2017[54]
- Planet Magazine (en), 1994–1996, web blog 2004-?
- Planetary Stories, 2005–2012, fanzine[55]
- Quantum Muse E-Zine, 1997–?[56]
- Shimmer Magazine (en), 2005–2018[57]
- Space Adventure Magazine, 2011–?[58]
- Space and Time Magazine (en), 1966–présent (2023), différents éditeurs, papier et en ligne[59]
- Strange Horizons (en), 2000–présent (2023)[60]
- Three-lobed Burning Eye (en), 1999–présent (2023), en ligne[61]
- Uncanny Magazine (en), 2014–présent (2023)[62]
- Unfit Magazine, 2018–2020[63]
- Waylines Magazine, 2013–2020 – US/Japan[64]
- Weird Tales, 1923–1954, reprise 1988–?[65],[66]

### Magazines britanniques
- Arc, 2012-?
- Doctor Who Magazine, 1979-présent (2023)[67]
- Fever Dreams Magazine, publication en ligne, 2012-présent (2023)[68]
- The Future Fire (en), 2005-présent (2023) - États-Unis / Royaume-Uni[69]
- Interzone, 1982-présent (2023)[70]
- Jupiter Magazine (en), 2003–2015[71]
- Nova Science Fiction (en), 1990–1992, 1999-2015[72], UK et US
- SFX, 1995-présent (2023)[73]
- Starburst (magazine) (en), 1977-présent (2023)[74]
- The Third Alternative (en) 1994-2005[75] (plus tard renommé Black Static ), puis Interzone[76]
- Vargo Statten Science Fiction Magazine (en), 1954-1956

### Magazines français ou francophones
- Bifrost (revue), 1996-présent (2023)[77]
- Black Mamba (revue), 2005-2012[78]
- Chaudron magique, 2007-2011[79]
- L'Écran fantastique, 1977-présent (2023)[80]
- Étoiles vives, 1997-2002[81]
- Fiction (magazine), 1953-1990, repris en 2005-2015[82]
- Galaxie (magazine), 1953-1959, repris en 1964-1977
- Galaxie-bis, 1956-1987
- Galaxies, reprise des deux séries Galaxie, 1996-2007, repris 2008-présent (2023)[83],[84]
- Khimaira, 2005-2008[85]
- Lunatique (revue), 2005 puis fusion avec Galaxies à partir du n°84[86]
- Métal hurlant, 1975- présent (2023) après de multiples arrêts de diffusion[87]
- Planète (revue), 1961-1971 - blog Planète-SF, présent 2023[88]
- Satellite (revue), 1958-1963
- Science-Fiction magazine (ou SF-Mag), 1996-présent (2023) après de multiples arrêts de diffusion[89]
- Sciences et Voyages, 1919-1973[90]
- SciFiNow, 2013-2014, publication britannique devenue un site web anglais, présent (2023)[91]
- Solaris, 1974-présent (2023), Canada (français)[92]
- Univers (magazine), 1975-1990
- Yellow Submarine (revue), 1983, reprise en 2012[93]

### Autres pays
- Albedo One (en), 1993-?, publication irrégulière[94], Irlande
- Andromeda Spaceways Inflight Magazine (en), 2002-?, devient Andromeda Spaceways Magazine en 2016[95], Australie
- Argonauta, 1954-2006, Portugal.
- Aurealis (en), 1990-?, devient un magazine en ligne en 2011[96], Australie
- Esli (en), 1991–2016, Russie
- Fantastyka (également connue sous le nom de Nowa Fantastyka ), 1982-2002[97], Pologne
- Futura (sf magazine), 1992-2017[98], Croatie
- Galaktika (en), 1972–1995[99], relancé de 2004-?, Hongrie
- Helice (magazine), 2006-?, Espagne - Amérique latine
- Kalpabiswa (en), 2016-présent[100], Inde
- Mir Fantastiki (en), 2003-?[101], Russie
- Mithila Review (en), 2016-2022[102], Inde
- Neo-opsis Science Fiction Magazine (en), 2003-?[103],[104] , Canada (anglais)
- NewFoundSpecFic, 2009-présent, Canada (anglais)
- On Spec (en), 1989-présent (2023)[105],[106], Canada (anglais)
- Quarber Merkur (en), 1963-1990[107], Autriche
- Portti (en), 1982-présent (2023)[108], Finlande
- RBG-Azimuth (en), 2006-présent (2023)[109], Ukraine
- Science Fiction World, 1979-?[110], Chine
- Sci Phi Journal (en), 2014-présent (2023)[111], Belgique
- SF Magazine, 1959-?[112], Japon
- Sirius (magazine) (en), 1976-1989[113], Croatie
- Tähtivaeltaja, 1982-présent, Finlande
- Ubiq, 2007-présent (2023)[113],[114], Croatie
- Universe Pathways, 2005-?[115], Grèce
- Urania (it), 1952-1953[116],[117], Italie
- Webzine Usva (fi), 2005-?[118], Finlande